# Saint-Mexant
Saint-Mexant – miejscowość i gmina we Francji, w regionie Nowa Akwitania, w departamencie Corrèze. Nazwa miejscowości pochodzi od imienia św. Maksencjusza.
Według danych na rok 1990 gminę zamieszkiwało 1049 osób, a gęstość zaludnienia wynosiła 56 osób/km² (wśród 747 gmin Limousin Saint-Mexant plasuje się na 120. miejscu pod względem liczby ludności, natomiast pod względem powierzchni na miejscu 370.).